# Радмила Мисић
Радмила Мисић је српска фолк певачица. Позната је по песми Мерак ми је, која је била хит деведесетих. Током деветогодишње каријере снимила је шест албума. Поред песме Мерак ми је, познате су још и Лажеш ме љубави моја и Проклета љубав отета.Радмила Мисић је српска поп-фолк певачица рођена 10.8.1966. године у Београду. Завршила је средњу музичку школу „Др Војислав Вучковић“. На естради је била активна од 1993. до 2002. године након чега је отишла у Америку. Тамо је три и по године, на наговор колеге Зорана Калезића, покушавала да добије „зелену карту“, али је на крају ипак одбијена.

## Фестивали
- 1992. Хит парада — Ти и ја
- 1993. Шумадијски сабор - Време је да те заборавим
- 1996. МЕСАМ — У теби нема љубави